# Colnago-CSF Inox/2012
Deze pagina geeft een overzicht van de Colnago-CSF Inox-wielerploeg in 2012.

## Algemene gegevens
Sponsors: Colnago & CSF Inox
Algemeen manager: Roberto Reverberi
Ploegleider: Bruno Reverberi, Mirko Rossato
Classificatie : Professional Continental Team
Fietsmerk: Colnago
Land: Ierland

## Renners
| Naam                   | Geboortedatum | Nationaliteit | Ploeg 2011                           |
| ---------------------- | ------------- | ------------- | ------------------------------------ |
| Enrico Battaglin       | 17-11-1989    | Italië        |                                      |
| Gianluca Brambilla     | 22-08-1987    | Italië        |                                      |
| Nicola Boem            | 27-09-1989    | Italië        |                                      |
| Marco Canola           | 26-12-1988    | Italië        |                                      |
| Sonny Colbrelli        | 14-05-1990    | Italië        |                                      |
| Marco Coledan          | 22-08-1988    | Italië        |                                      |
| Alberto Contoli        | 21-12-1987    | Italië        |                                      |
| Christian Delle Stelle | 04-02-1987    | Italië        |                                      |
| Andrea Di Corrado      | 13-08-1988    | Italië        | Unitedhealthcare presented by Maxxis |
| Paolo Locatelli        | 04-11-1989    | Italië        |                                      |
| Stefano Locatelli      | 26-02-1989    | Italië        |                                      |
| Omar Lombardi          | 16-09-1989    | Italië        |                                      |
| Sacha Modolo           | 19-06-1987    | Italië        |                                      |
| Angelo Pagani          | 04-08-1988    | Italië        |                                      |
| Andrea Pasqualon       | 02-01-1988    | Italië        |                                      |
| Andrea Piechele        | 29-06-1987    | Italië        |                                      |
| Stefano Pirazzi        | 11-03-1987    | Italië        |                                      |
| Domenico Pozzovivo     | 29-04-1984    | Italië        |                                      |
| Filippo Savini         | 01-07-1990    | Italië        |                                      |

## Belangrijke overwinningen
| Ronde van Langkawi 7e etappe: Marco Canola Tirreno-Adriatico Bergklassement: Stefano Pirazzi Ronde van Trentino 3e etappe: Domenico Pozzovivo Eindklassement: Domenico Pozzovivo Ronde van Turkije 5e etappe: Andrea Di Corrado 6e etappe: Sacha Modolo Ronde van Italië 8e etappe: Domenico Pozzovivo | Ronde van Slovenië 3e etappe: Domenico Pozzovivo Ronde van Oostenrijk 3e etappe: Sacha Modolo 6e etappe: Sacha Modolo Coppa Bernocchi Winnaar: Sacha Modolo Ronde van Padanië 1e etappe deel B: Sonny Colbrelli, Domenico Pozzovivo, Gianluca Brambilla, Marco Coledan, Enrico Battaglin, Angelo Pagani, Marco Canola en Sacha Modolo (ploegentijdrit) 2e etappe: Sacha Modolo |

2000 · 2001 · 2002 · 2003 · 2004 · 2005 · 2006 · 2007 · 2008 · 2009 · 2010 · 2011 · 2012 · 2013 · 2014 · 2015 · 2016 · 2017 · 2018 · 2019 · 2020 · 2021 · 2022 · 2023 · 2024 · 2025